# Kisvist
Kisvist (románul: Viștișoara), falu Romániában, Erdélyben, Brassó megyében.

## Fekvése
Alsóvist (Viștea de Jos) közelében fekvő település.

## Története
Kisvist, Viştişoara korábban Felsővist (Viştea de Sus) része volt. 1956-ban 115 lakost számoltak össze itt. Az 1966-ban végzett népszámláláskor 118 lakosából 116 román, 2 magyar volt. 1977-ben 64, 1992-ben 27, a 2002-es népszámláláskor pedig 24 román lakosa volt.